# フィリッパ・ドゥーチ
フィリッパ・ドゥーチ（伊:Filippa Duci, 1520年 - 1586年10月15日 トゥール）は、フランス王アンリ2世の妾で、王の庶長子ディアーヌ・ド・フランスの生母。フランス語名はフィリッピーヌ・デデュック（Philippine Desducs）。
ピエモンテ地方、モンカリエーリ出身のジャン・アントニオ・ドゥーチ（Gian Antonio Duci）の娘として生まれた。イタリア戦争中の1537年、ミラノ公国攻略のためにピエモンテを訪れた王太子時代のアンリ2世と知り合い、恋仲になった。翌1538年にアンリの娘を出産する。生まれた子はアンリの寵姫ディアーヌ・ド・ポワチエ（ブレゼ伯爵夫人）に因むディアーヌの名を与えられ、ディアーヌ・ド・ポワチエの手元で養育された。出産後まもなく、フィリッパは貴族のジャン・ド・サン・セヴラン（Jean Bernardin de Saint Severin）の妻となった。